# Anna Cugini
Anna Cugini (Roma, 2 luglio 1962) è una doppiatrice italiana.

## Doppiaggio

### Film
- Phylicia Rashād in Creed - Nato per combattere, Creed II, Creed III
- Haruhi Ryôga in Fullmetal Alchemist - Alchimia finale
- Parker Posey in Grace di Monaco
- Edi Patterson in Cena con delitto - Knives Out
- Helen McCrory in Flashbacks of a Fools
- Scout Taylor-Compton in Halloween II
- Alfre Woodard in The Singing Detective
- Natasha Little in Ragazzi miei
- Kathy Griffin in Amore al primo tuffo
- Saha Wynter in Three Dollars
- Maya Tolstoy in Aliens of the Deep
- Jeanne Arènes in La belle époque
- Caroline Brazier in Blacklight
- Anjelica Huston in Horrid Henry - Piccola Peste
- Kate Beckinsale in Quando l'amore è magia - Serendipity (ed.2017 Netflix)
- Samantha Morton in The Whale
- Dana Gourrier in The Hateful Eight
- Deepti Gupta in Dolci e spezie dall'India
- Caroline Dhavernas in Oh, Canada - I tradimenti
- Jessica Hynes in Death of a Unicorn

### Film d'animazione
- Kat in Teddy & Annie - I giocattoli dimenticati
- Suzanne Valadon in Dililì a Parigi
- Clarabel in Il trenino Thomas - Un mondo di avventure
- Bismuth in Steven Universe: il film

### Serie televisive
- Lucy Lawless in Alexa - Vita da detective
- Betsy Brandt in Life in Pieces, Saint X
- Jaime Pressly in Mom
- Carrie Preston in True Blood
- Sophie von Kessel in Nel bianco
- Diane Neal in Power
- Deanne Bray in Heroes
- Jessica Steen in Heartland
- Dana Delany in Kidnapped
- Jillian Bach in Courting Alex
- Binnur Şerbetçioğlu in Everywhere I go - Coincidenze d'amore
- Niecy Nash in Reno 911!
- Simone Lahbib in Wire in the Blood
- Clotide de Bayser in Crime Squad
- Renate Kohn in Un caso per due
- Vanessa Valence in Profiling
- Feride Çetin in Hercai - Amore e vendetta
- Sophie Mounicot in H
- Michelle Gomez in Doctor Who
- Ana Kerezovic in La strada per la felicità
- Carolina Vespa in El refugio
- Veronica Vieyras in Il mondo di Patty
- Florencia Ortiz in Dalia delle fate
- Emilia Ulloa in Il segreto
- Lakatriona Brunson in Rimozione Forzata
- Özlem Tokaslan in DayDreamer - Le ali del sogno
- Gunda Ebert in Medici in corsia
- Audrey Fleurot in Morgane - Detective geniale
- Ginny Holder in Delitti in Paradiso
- MJ Rodriguez in American Horror Story: Delicate (episodi 6-9)
- Cynthia Evans in Will Trent
- Molly Price in Will Trent

### Cartoni animati
- Grenella in Pitt & Kantrop
- Bismuth in Steven Universe
- Madre in Woofy
- Sally Botsford in Word Girl
- Dottoressa Doctor in The Secret Show
- Trecce della notte in Yakari
- Eldora in Winx Club
- Zeezi in Hazbin Hotel

### Videogiochi
- Wonder Woman in LEGO Batman 3: Gotham e oltre,[2] LEGO DC Super-Villains[3]
- Principessa Leila Organa in LEGO Star Wars: Il risveglio della Forza[4]
- Nona Sorella in Star Wars Jedi: Fallen Order, Star Wars Jedi: Survivor[5]

## Filmografia
- Ladri di futuro, regia di Enzo Decaro (1991)
- Notte di stelle, regia di Luigi Faccini (1991)